# Used to Love You
Used to Love You è un singolo della cantante statunitense Gwen Stefani, pubblicato nel 2015.

## Descrizione
La canzone è stata scritta dalla stessa Gwen Stefani insieme a Justin Tranter, Julia Michaels e J.R. Rotem e prodotta da quest'ultimo. Essa anticipa, come primo estratto, l'uscita del terzo album in studio da solista della cantante, This Is What the Truth Feels Like, prevista per il marzo 2016.

## Video
Il video della canzone è diretto da Sophie Muller, già al lavoro come regista per molti videoclip di Gwen Stefani, e mostra la cantante davanti ad uno sfondo nero che canta con aria triste.

## Tracce
1. Used to Love You – 3:47

## Classifiche
| Classifica (2015-2016) | Posizione più alta |
| ---------------------- | ------------------ |
| Canada                 | 57                 |
| Cile                   | 84                 |
| Regno Unito            | 157                |
| Stati Uniti            | 52                 |